# Szentes
Szentes es una ciudad (en húngaro: "város") en el condado de Csongrád, en Hungría.

## Ciudades hermanadas
- Bačka Topola, Serbia
- Buñol, España
- Dumbrăviţa, Rumanía
- Hof Ashkelon, Israel
- Kaarina, Finlandia
- Markgröningen, Alemania
- Sankt Augustin, Alemania
- Skierniewice, Polonia